# Mizonowo
Mizonowo (ros. Мизоново) – wieś (sieło) w Rosji, w obwodzie tiumeńskim, w rejonie iszymskim. W 2010 liczyła 1047 mieszkańców.